# عزيزا (أسطورة)
عزيزة (الأفريقية) أو عزيزَ أو عزيزا، هو نوع من عرق خارق للطبيعة في غرب إفريقيا (على وجه التحديد، داهومي). والذين يعيشون في الغابة، ويوفرون سحرًا جيدًا للصيادين. ومن المعروف أيضًا أنهم قدموا المعرفة العملية والروحية للناس (بما في ذلك معرفة استخدام النار). يوصف أفراد عائلة عزيزة بأنهم أناس قليلو الشعر ويقال إنهم يعيشون في مستعمرة للنمل وفي أشجار القطن والحرير.

## وصف
بينما توصف عزيزة عادةً على أنها شعب، تشير بعض التقاليد أيضًا إلى فرد واحد باسم «عزيزة»، له سمات مماثلة. على سبيل المثال، تقليد جيجي الشفهي له إله يسمى «عزيزة» (يوصف بأنه رجل صغير واحد يدخن غليون).
ووفقا لـ Ochuko Tonukari، عزيزة هو أيضا إله شعب أورهوبو من منطقة دلتا النيجر الغربية في نيجيريا.